# Ordinul Templierilor
| Ordinul Templierilor | Ordinul Templierilor |
| -------------------- | --- |
|                      | |
| Blazon               | |
| Nume oficial         | Pauperes Commilitones Christi Templique Solomonici |
| Nume popular         | Templierii |
| Fondator             | Hugues de Payens, Țara Sfântă |
| Data înființării     | circa 1119 |
| Apartenența          | Biserica Catolică |
| Patron               | Sf. Bernard de Clairvaux |
| Sediu                | Muntele Templului, Ierusalim |
| Statut canonic       | Ordin de tip militar |
| Statut actual        | Desființat prin bula papală Vox in excelso în 3 aprilie 1312 |
| Vestimentație        | Manta albă cu o cruce roșie |
| Total membri         | 15.000-20.000 de membri la apogeu, 10% dintre ei fiind cavaleri |
| Bătălii/Războaie     | Cruciadele, incluzând: Bătălia de la Montgisard (1177), Bătălia de la Hattin (1187), Bătălia de la Arsuf (1191), Asediul Acrei (1189-1191) Asediul Acrei (1291) Reconquista |
| Ordine religioase    | |

Sărmanii soldați ai lui Hristos și ai Templului lui Solomon (latină Pauperes commilitones Christi Templique Solomonici), cunoscuți mai ales sub numele de (cavaleri) templieri sau Ordinul Templului (franceză Ordres du Temple sau Templiers), a fost unul dintre cele mai cunoscute ordine călugărești militare (catolice) creștine. A luat naștere la inițiativa francezului Hugo de Payens în anul 1119 în Ierusalim, ca o organizație militar-călugărească, cu scopul declarat de a apăra pe peregrinii (călători) creștini în Țara Sfântă.
Recunoscut oficial de Biserica catolică, prin acceptarea de către papa Inocențiu al II-lea în 1139 a formei lui de organizare, Ordinul a crescut repede ca număr de membri și putere. Ordinul (Organizația) cuprindea călugări militari războinici, călugări capelani și călugări de serviciu (slujitori). Cavalerii templieri puteau fi recunoscuți la îmbrăcăminte, după o mantie albă cu o cruce roșie, distinctivă, și erau printre cei mai bine echipați, antrenați și disciplinați războinici din perioada cruciadelor. Membrii Ordinului care nu erau războinici au creat o puternică infrastructură economică în întreaga creștinătate, introducând pentru prima oară proceduri financiare care au reprezentat începutul sistemului bancar, și au construit numeroase fortificații în Europa și Țara Sfântă.
Succesul templierilor era strâns legat de succesul cruciadelor, ei fiind sprijiniți de biserica catolică. Când Țara Sfântă a fost pierdută, iar călugării militari templieri au suferit înfrângeri zdrobitoare, sprijinul pentru existența ordinului s-a stins. Zvonurile despre ceremoniile inițiatice secrete ale lor au creat neîncredere, iar regele Filip al IV-lea al Franței, puternic îndatorat ordinului, a început să facă presiuni asupra papei Clement al V-lea. Vineri, 13 octombrie 1307, regele Filip a arestat majoritatea membrilor Ordinului, inclusiv pe Marele Maestru Jacques de Molay, și, după ce le-a obținut mărturisirile prin tortură, i-a ars pe rug. În 1312, papa Clement, sub presiune din partea regelui Filip, a dizolvat cu forța întregul ordin. Dispariția bruscă a unei componente importante din societatea europeană a acelor timpuri a dat naștere la speculații și legende, care trezesc și astăzi interes. 

## Istorie

### Începutul

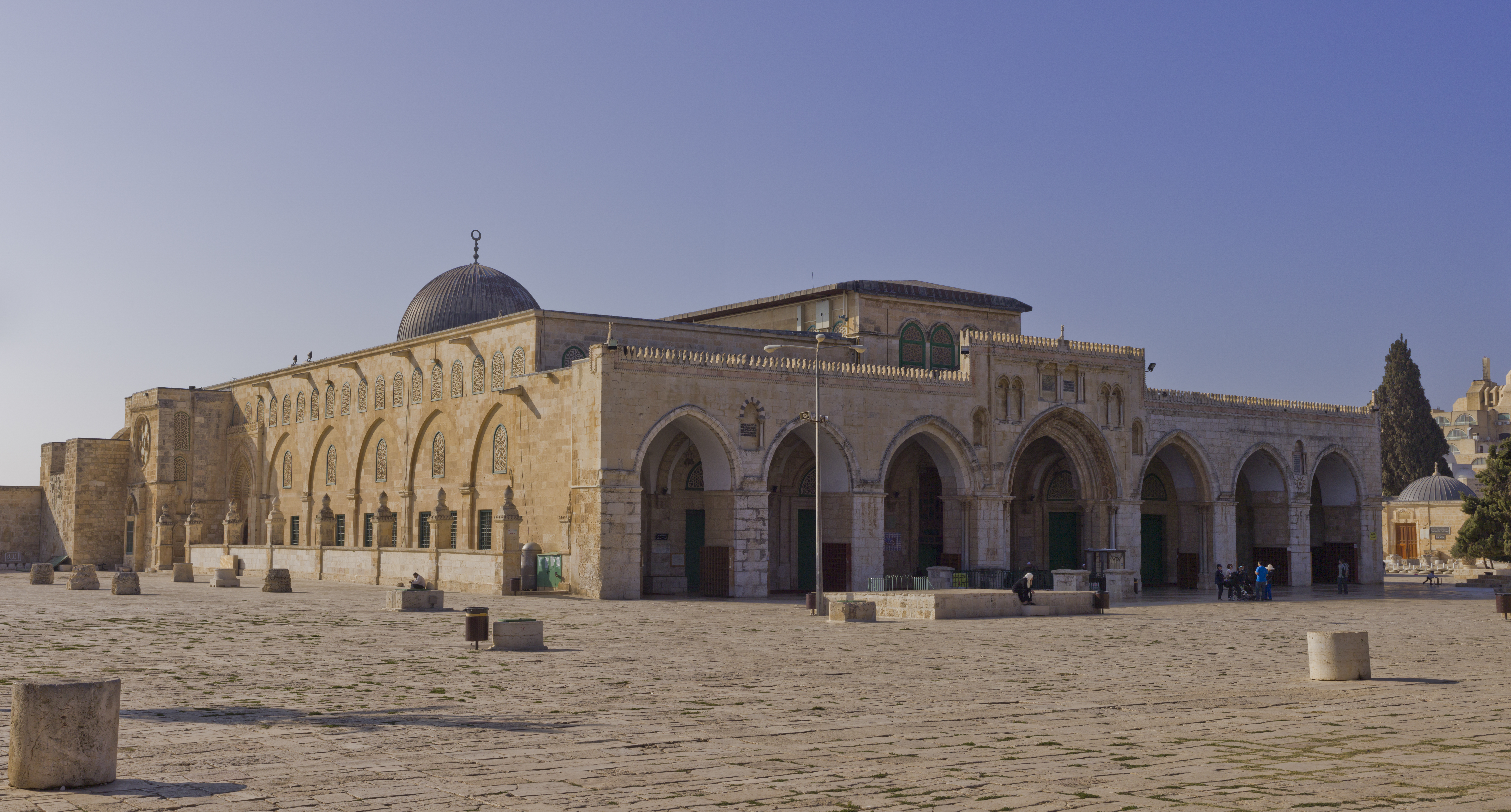
Moscheea Al Aqsa

Templierii apar imediat după prima Cruciadă. În 1119, un nobil francez din regiunea Champagne, Hugues de Payens, împreună 8 cavaleri aleși dintre rudele sale, a creat Ordinul Cavalerilor Templieri. Misiunea lor declarată era de a proteja pelerinii din Țara Sfântă. Cu acordul regelui Balduin al II-lea al Ierusalimului, și-au înființat sediul pe Muntele Templului, unde este acum Moscheea Al Aqsa.

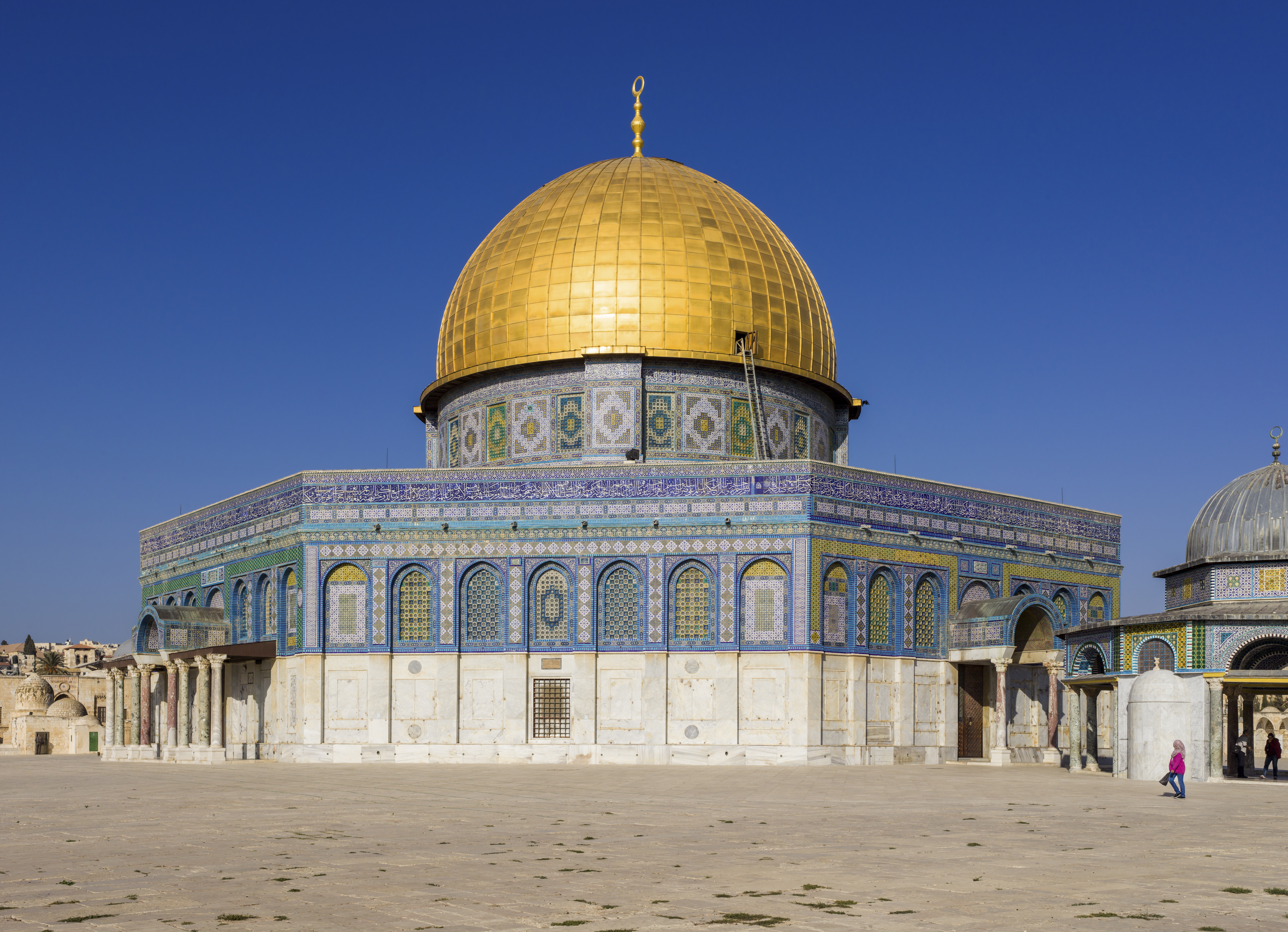
Cupola Stâncii

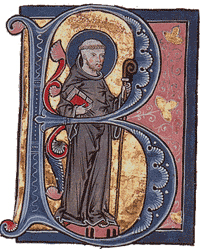
Sf. Bernard de Clairvaux, patronul Ordinului, dar și al cistercienilor

Muntele Templului este sacru pentru Evrei, Creștini și pentru Musulmani, deoarece este o locație importantă în istorie. Se crede că aici ar fi ruinele din Templul lui Solomon, unde s-ar fi ascuns inițial Sfântul Graal. Este o locație importantă și pentru musulmani. Se spune că aici este piatra de pe care s-a ridicat la cer Mohamed, iar în secolul al VII-lea, Califul Abd al Malik a construit o importantă moschee, Cupola Stâncii. Cruciații au transformat-o în catedrală, numind-o "Templum Domini", și astfel și-au luat numele de Templieri. Catedrala a devenit un model pentru catedralele Templierilor, precum Catedrala templului din Londra.                                                                                 
Nu se știu foarte multe despre activitatea ordinului din primi 9 ani. Dar în 1128 ei au devenit foarte cunoscuți în Europa. Au început o campanie de strângere de fonduri, prin care solicitau bani, pământuri sau chiar pe fiii nobililor, pentru a se alătura ordinului. Eforturile lor au fost susținute de un personaj proeminent din partea bisericii Bernard din Clairvaux (mai târziu a fost sanctificat), el fiind nepotul unuia din cei 9 templieri care au format inițial Ordinul. În același an a avut loc Conciliul de la Troyes, în urma căruia Ordinul a primit recunoașterea oficială. În 1130 Regele Aragonului din Spania a lăsat prin testament mari întinderi de pământ. Donațiile au devenit o practica folosită de toți noii membri.
In 1139, Papa Inocențiu al II-lea a dat un ordin prin care Cavalerii Templieri deveneau și mai puternici. Acest ordin permitea Cavalerilor Templieri să treacă liber granițele, să fie excluși de la plata taxelor, iar singura autoritate recunoscută rămânea doar Papa. Aceasta era o confirmare a puterii lor, care se pare ca a fost susținută de patronul Ordinului, Bernard de Clairvaux, pentru că l-a ajutat pe Papa Inocențiu să conducă biserica Catolică.

### Ascensiunea

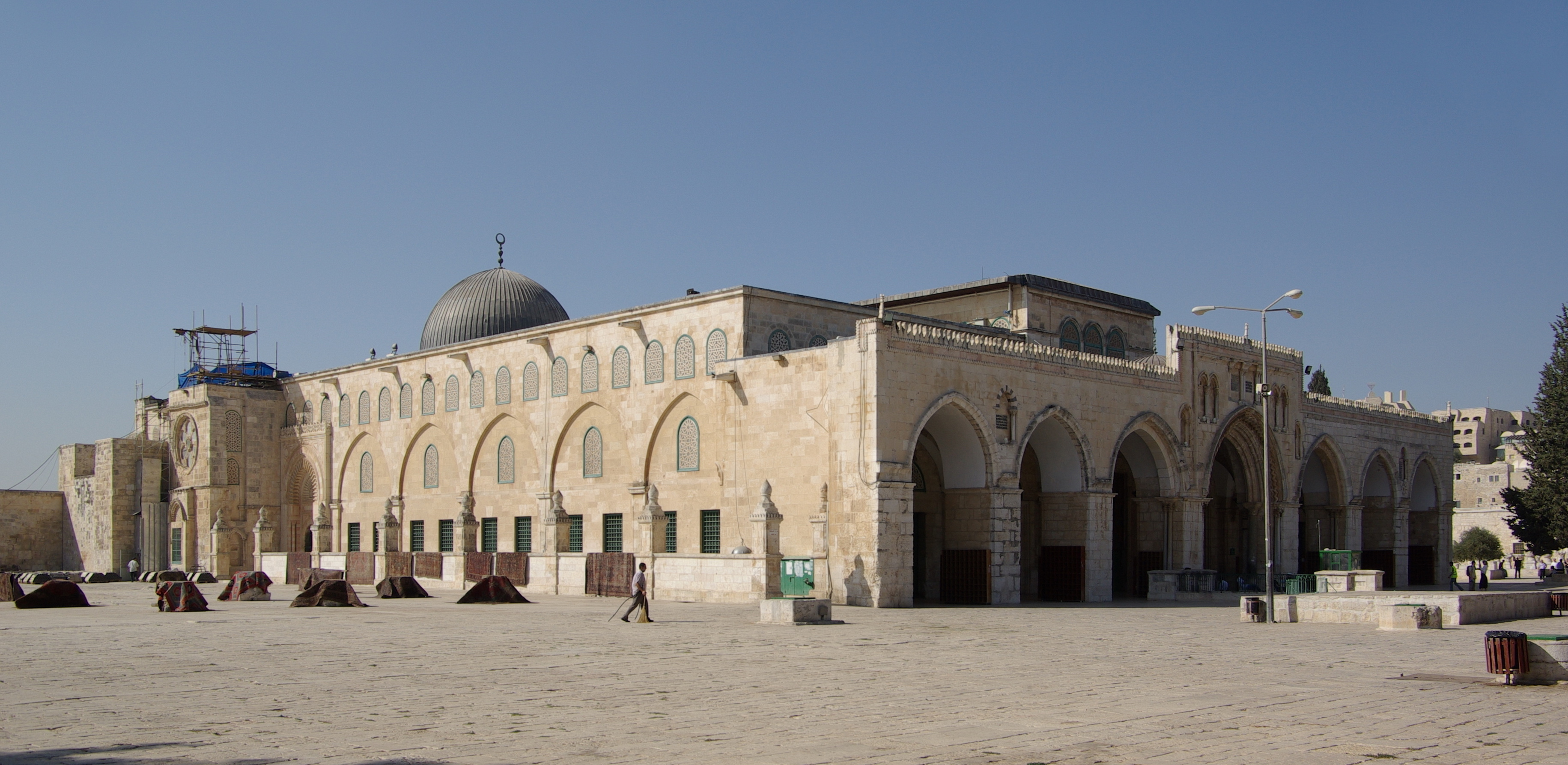
Primul cartier general al templierilor, Moscheea Al Aqsa, de pe Muntele Templului din Ierusalim. Cruciații o numeau Templul lui Solomon, deoarece se afla pe ruinele templului inițial, și de aici cavalerii și-au luat numele de templieri.

După ce Ierusalimul a fost cucerit în iulie 1099 ca urmare a primei cruciade, mulți pelerini europeni s-au îndreptat spre locurile numite de ei Țara Sfântă. Totuși, deși orașul era relativ sub control, restul statelor cruciate nu erau. Bandiții erau prezenți în număr mare, și mulți pelerini erau măcelăriți, uneori cu sutele, pe drumul de la Jaffa, situat pe coastă, în Țara Sfântă.
În jurul anului 1119, cavalerul francez Hugues de Payens și ruda sa Godfrey de Saint-Omer, veterani ai primei cruciade, propun crearea unui ordin monastic (călugăresc) pentru protecția acestor pelerini. Regele Balduin al II-lea al Ierusalimului a acceptat această cerere, oferindu-le drept cartier general Muntele Templului, în moscheea Al Aqsa care fusese capturată. Muntele templului avea un aer mistic, deoarece se credea că se află deasupra ruinelor Templului lui Solomon. Cruciații numeau prin urmare Moscheea Al Aqsa Templul lui Solomon, și de aici ordinul și-a tras numele de Sărmanii soldați ai lui Cristos și ai Templului lui Solomon, sau cavalerii "templieri". Cu puține resurse financiare la dispoziție, ordinul de aproximativ nouă cavaleri se baza pe donații pentru a supraviețui. Emblema lor era reprezentată de doi cavaleri ce călăreau același cal, simbol al sărăciei.
Sărăcia templierilor nu a durat multă vreme. Ordinul avea un sprijin important în persoana lui Bernard de Clairvaux, un cleric de frunte, și nepot al unuia dintre cavalerii fondatori. El a vorbit și scris cu convingere în numele lor, și în 1129, la Conciliul din Troyes, Ordinul a fost oficial recunoscut de Biserică. O dată cu acest act formal, templierii au devenit o destinație preferată a donațiilor din Europa, primind bani, pământuri și fii de nobili de la familii dornice să sprijine lupta (considerată creștină) din Țara Sfântă. Un alt beneficiu l-au primit în 1139, când bula papală a papei Inocențiu al III-lea Omne Datum Optimum i-a scutit pe templieri de la supunerea la legile locale. Acest lucru însemna că templierii puteau traversa liber orice granițe (în Europa de vest), nu trebuiau să plătească taxe, și nu răspundeau decât în fața papei.
Cu o misiune clară și cu resurse abundente la dispoziție, Ordinul a crescut repede. Templierii erau adesea forța de avangardă în bătălii cheie ale Cruciaților, când cavalerii în armură atacau frontal, într-un dispozitiv în formă de vârf de lance, în încercarea de a sparge liniile adversarilor. Una dintre cele mai mari victorii a fost la Bătălia de la Montgisard, din 1177, când o armată creștină din care făceau parte și circa 500 de templieri a reușit să învingă o armată a lui Saladin de peste 26.000 de soldați.
Deși misiunea principală a Ordinului era militară, doar un număr mic de membri se afla efectiv pe frontul de luptă. Restul aveau un rol de sprijin (un fel de spate al frontului, "templier") , atât pentru ajutorul individual al cavalerilor, cât și pentru a asigura buna funcționare a infrastructurii financiare. Templierii, deși făcuseră un jurământ de sărăcie, în realitate în timp au ajuns să controleze bogății ce depășeau cu mult donațiile directe pentru cauza lor. Unii nobili participanți la cruciade își depuneau averea în mâinile templierilor, pentru perioada cât erau plecați. Acumularea de bogății în acest mod în Europa și Țara Sfântă a dus la apariția primelor scrisori de credit, pentru pelerinii ce călătoreau în Țara Sfântă. La plecare, ei își depuneau averea unui cavaler din regiunea respectivă, de la care primeau un document încifrat, indicând valoarea sumei deținute, pe care îl foloseau la sosirea în Țara Sfântă pentru recuperarea fondurilor; acest sistem a îmbunătățit atât siguranța pelerinilor, care nu mai erau vizați de hoți, dar a și sporit nemeritat averea templierilor.
Pe baza acestui amestec de donații și de afaceri, templierii au stabilit o rețea financiară în întreaga creștinătate. Dețineau suprafețe întinse atât în Europa cât și în Orientul Mijlociu; cumpărau și foloseau ferme și podgorii; construiau biserici și castele; erau implicați în manufactură, importuri și exporturi; aveau propria lor flotă navală, și, pentru un timp, dețineau întreaga insulă Cipru. Templierii au fost numiți uneori ca prima corporație multinațională, care deținea aproape 1000 de comanderii (unități administrative locale cu reședințe pentru membri) și fortificații în Europa.

### Declinul

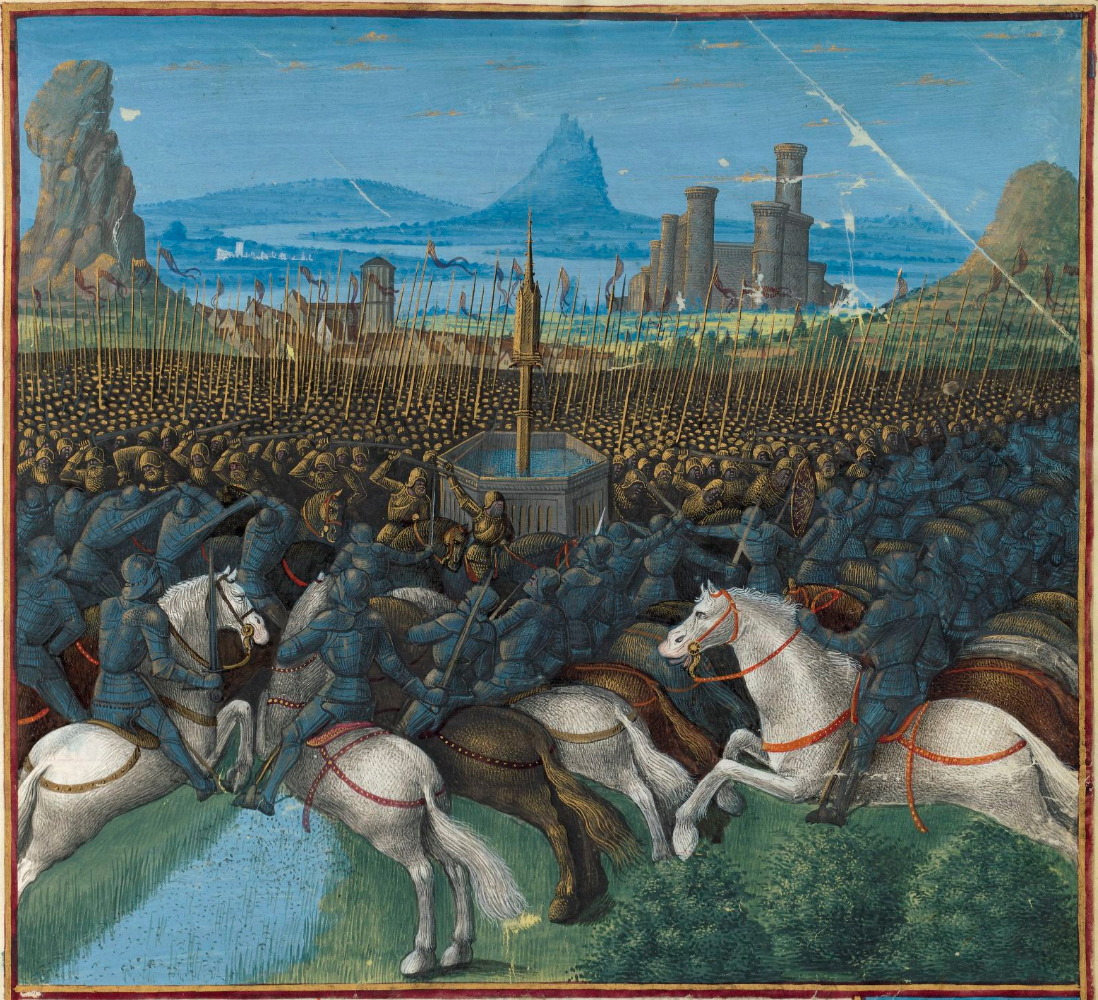
Bătălia de la Hattin, din 1187, înfrângere decisivă pentru soarta cruciadelor

La jumătatea secolului al XII-lea, cruciadele începuseră să-și piardă puterea, deoarece nu întotdeauna își atingeau scopul reclamat. Lumea musulmană era mai unită sub lideri eficienți precum Saladin, iar facțiunile creștine erau măcinate de lupte interne. Templierii s-au aflat uneori în conflict cu celelalte două mari ordine creștine, cavalerii ospitalieri și cavalerii teutoni (germanici), iar deceniile de lupte pentru domeniile feudale au slăbit pozițiile creștine. După mai multe înfrângeri dezastruoase, incluzând bătălia decisivă de la Hattin, Ierusalimul a fost pierdut în fața lui Saladin în 1187. Cruciații au ocupat din nou orașul în abia în 1229 (fără ajutor de la templieri), dar numai pentru scurt timp. În 1244, musulmanii au reocupat orașul, care nu a mai fost controlat vreodată de creștini până în 1917, când britanicii l-au luat de la otomani.
Templierii au fost obligați să își mute cartierul general în alte orașe din nord, cum ar fi portul Acra, pe care l-au deținut secolul următor. A fost însă până la urmă pierdut în 1291, urmat de ultimele lor fortărețe de pe continent, Tortosa (în Siria de astăzi) și Atlit. S-au stabilit în continuare în Limassol, Cipru, păstrând o garnizoană pe mica insulă Arwad, lângă coastă, în apropiere de Tortosa. S-au încercat acțiuni militare coordonate cu mongolii, printr-o nouă forță de invazie de pe Arwad. În 1302, totuși, ei au pierdut și acea insulă, ultimul loc din Țara Sfântă aflat în mâinile lor.

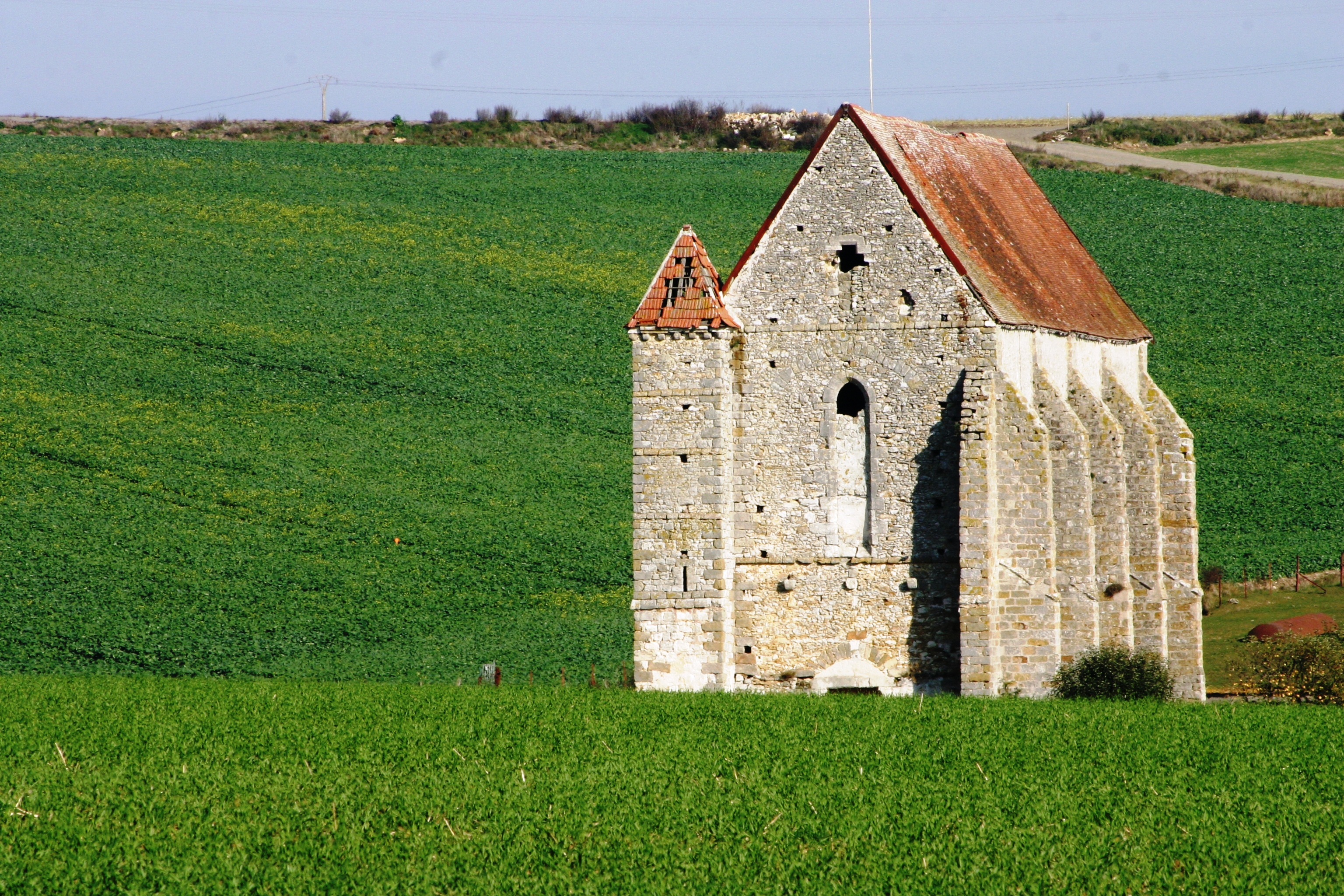
Clădire templieră la Saint Martin des Champs, Franța

Misiunea militară a ordinului nemaifiind la fel de importantă, sprijinul acordat organizației s-a risipit. Situația era totuși mai complicată, căci după mai mult de două sute de ani de existență, templierii deveniseră o parte a vieții social-economice zilnice în Europa. Organizația era prezentă pe scară largă la nivel local, cu mii de sedii în toată Europa. Templierii administrau multe întreprinderi, și mulți europeni intrau zilnic în contact cu ei, de exemplu lucrând la o fermă sau podgorie, ori folosind Ordinul ca pe o bancă în care să își depoziteze averea personală. Ordinul, însă, rămânea în continuare independent de stăpânirea locală (deci era "neimpozabil"), practic fiind un "stat în stat". Avea de asemenea o armată cu care putea străbate liber toate granițele, însă nu mai avea un câmp de luptă clar, adică un adversar acceptabil și pentru restul societății. Această situație a mărit tensiunile cu o parte a nobilimii europene, în contextul în care templierii se arătau interesați în fondarea unui propriu stat monastic (călugăresc), după cum făcuseră cavalerii teutoni (germanici) în Prusia după 1226.

#### Arestările și dizolvarea
În 1305, noul papă, Clement al V-lea, aflat în Franța, a trimis scrisori Marelui Maestru templier Jacques de Molay și celui ospitalier Fulk de Villaret pentru a discuta posibilitatea fuziunii celor două ordine. Niciunul nu agrea ideea, dar papa a insistat și i-a invitat pe amândoi în Franța pentru a discuta situația. De Molay a sosit primul la începutul lui 1307, dar de Villaret a întârziat câteva luni. În timp ce așteptau, De Molay și Clement au discutat acuzațiile aduse cu doi ani înainte de un templier exclus (din ordin). Aceste acuzații erau în general considerate false, dar Clement i-a trimis regelui  Filip al IV-lea al Franței o cerere scrisă pentru ajutor în investigație. Regele era deja îndatorat templierilor după războiul său cu englezii, și a decis să folosească zvonurile existente în propriul său scop. A început să pună presiune pe Biserică să acționeze împotriva ordinului, pentru a se elibera de datorii.
În data de vineri, 13 octombrie, 1307 (o dată legată greșit de originea superstiției zilei de vineri 13), Filip a ordonat ca Molay și alți templieri francezi să fie arestați simultan. Ei au fost acuzați de numeroase erezii, și torturați pentru obținerea de mărturisiri de blasfemie. Mărturisirile, deși obținute sub presiune, au provocat un scandal la Paris. După alte insistențe din partea lui Filip, papa Clement a emis bula Pastoralis Praeeminentiae la 22 noiembrie, 1307, care cerea tuturor monarhilor creștini din Europa să-i aresteze pe templieri și să le confiște averile.
Papa Clement a cerut audieri papale pentru a determina vinovăția sau nevinovăția templierilor, și, o dată eliberați de tortura inchizitorilor, mulți și-au retras mărturisirile. Unii aveau suficientă experiență legală pentru a se apăra în procese, dar în 1310, Filip le-a blocat tactica, folosind mărturiile forțate precedente ca justificare pentru arderea pe rug a zeci de templieri la Paris.

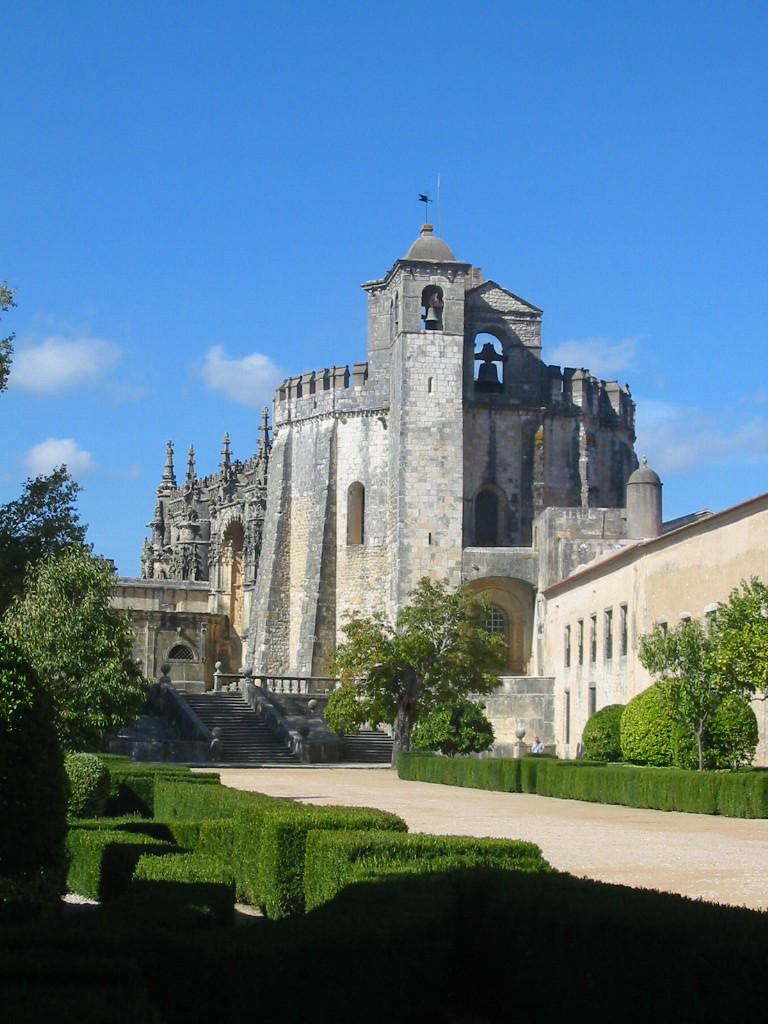
Mănăstirea lui Cristos din castelul Tomar, Portugalia. Construită în 1160 ca o fortăreață pentru cavalerii templieri, a devenit cartierul general al redenumitului Ordin al lui Cristos. În 1983, a devenit un loc din patrimoniul mondial UNESCO.

Cum Filip amenința cu acțiuni militare dacă papa nu îi respecta dorințele, Clement a acceptat în cele din urmă dizolvarea ordinului, invocând scandalul public provocat de mărturisiri. La Conciliul de la Vienne din 1312, a emis o serie de bule papale, între care Vox in excelso, care dizolva oficial Ordinul, și Ad providam, care oferea cea mai mare parte a posesiunilor templierilor ospitalierilor.

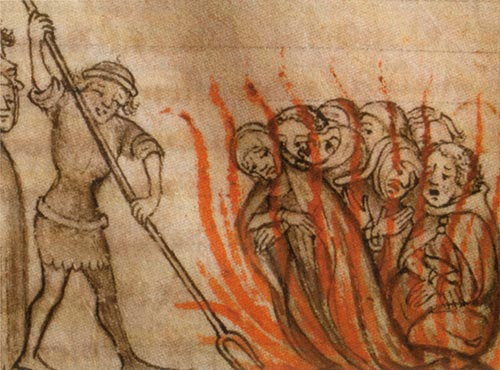
Templieri arși pe rug

Cât despre conducătorii Ordinului, Marele Maestru Jacques de Molay, care mărturisise sub tortură, și-a retras declarația. Asociatul său, Geoffrey de Charney, preceptor al Normandiei, i-a urmat exemplul, și a insistat pe nevinovăția sa. Ambii au fost declarați vinovați de a fi redevenit eretici, și au fost condamnați să ardă pe rug la Paris, pe 18 martie, 1314. Se spune că de Molay a rămas sfidător până la sfârșit, cerând să fie legat astfel încât să fie cu fața la catedrala Notre Dame, și să își țină mâinile împreunate. După legendă, a strigat dintre flăcări că atât papa Clement, cât și regele Filip îl vor întâlni în curând în fața lui Dumnezeu. Papa Clement a murit o lună mai târziu, iar regele Filip într-un accident de vânătoare înainte de sfârșitul anului.
Odată cu dispariția conducătorilor Ordinului, restul templierilor din Europa au fost fie arestați și judecați (nefiind aproape în totalitate condamnați), absorbiți în alte ordine militare, precum Cavalerii ospitalieri sau Ordinul de Calatrava, sau lăsați să se retragă și să trăiască în continuare în pace. E posibil ca unii să fi fugit în teritorii ce nu erau sub controlul papei, precum Scoția excomunicată. Acolo, au luptat pentru regele Robert Bruce (la acea vreme excomunicat și el). Templierii au avut o influență importantă asupra istoriei Scoției, inclusiv în încercările de restaurare a dinastiei Stuart în Regatul Unit. Organizația templieră din Portugalia doar și-a schimbat numele, din Ordinul Templului în Ordinul lui Cristos.
În 2001, un document cunoscut ca "Pergamentul de la Chinon" a fost descoperit în Arhivele Vaticanului, după ce aparent a fost catalogat greșit în 1628. Este o înregistrare a procesului templierilor și arată că papa i-a absolvit inițial pe templieri de toate ereziile în 1308, înainte de a desființa ordinul în 1312. În octombrie 2007, documentele secrete despre procesul templierilor, între care și pergamentul de la Chinon, au fost publicate de Vatican.
În prezent, poziția Bisericii Romano-Catolice este că persecuția medievală a templierilor a fost nedreaptă; că nu era nimic rău legat de Ordin sau de membrii săi; și că papa Clement a fost obligat să acționeze de magnitudinea scandalului public și de influența dominatoare a regelui Filip al IV-lea.

## Organizare
Templierii erau organizați drept un ordin monahal, similar cu Ordinul cistercian al lui Bernard de Clairvaux, care era considerat drept prima organizație internațională eficace din Europa. Structura organizațională avea un puternic lanț al autorității. Fiecare țară cu o prezență notabilă a templierilor (Franța, Anglia, Aragon, Portugalia, Poitou, Apulia, Regatul Ierusalimului, Comitatul de Tripoli, Principatul de Antiohia, Anjou și Ungaria) avea un Maestru al Ordinului Templierilor în acea regiune. Toți aceștia răspundeau în fața Marelui Maestru (întotdeauna un cavaler francez), numit pe viață, care supraveghea atât eforturile militare ale Ordinului din est, cât și proprietățile financiare din vest. Nu se cunoaște un număr precis, însă se estimează că, în perioada de glorie a Ordinului, existau între 15000 și 20000 de templieri, dintre care doar o zecime erau cavaleri adevărați.

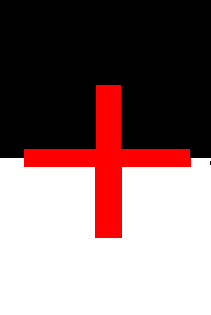
Unul dintre multele steaguri ale Cavalerilor Templieri

Bernard de Clairvaux și fondatorul Hugues de Payens au fost cei care au redactat codul specific de comportament al Ordinului Templierilor, cunoscut istoricilor moderni sub numele de Norma Latină. Cele 72 de clauze ale sale defineau comportamentul ideal al cavalerilor, cum ar fi tipurile de robe pe care trebuiau să le poarte sau câți cai puteau avea. Cavalerii trebuiau să ia masa în liniște, să nu mănânce carne mai mult de trei ori pe săptămână și nu aveau voie să aibă contact fizic cu nicio femeie, nici măcar cu membrii propriei familii. Unui Maestru al Ordinului îi erau atribuiți "4 cai, unui frate capelan sau unui preot 3 cai, unui frate sergent 2 cai și unui gentleman valet, pentru a-și căra scutul și lancea, un cal". Pe măsură ce ordinul creștea, au fost adăugate din ce în ce mai multe îndrumări, lista originală de 72 de clauze ajungând în final până la câteva sute.
Rândurile templierilor erau împărțite în trei categorii: cavalerii aristocrați, sergenții proveniți din oameni de rând și clericii. Cavalerii trebuiau să fie de origine aristocratică și să poarte mantii albe. Erau echipați drept cavalerie grea, cu trei sau patru cai și cu unul sau doi paji. Pajii, în general, nu erau membri ai Ordinului, ci erau străini angajați pentru o anumită perioadă de timp. Din categoria poziționată sub cavaleri ca importanță făceau parte sergenții, aleși din rândurile populației obișnuite. Erau ori echipați drept cavalerie ușoară cu un singur cal, ori serveau în alte moduri, cum ar fi administrarea proprietății Ordinului, treburi domestice sau comerț. Capelanii, constituind a treia clasă a templierilor, erau preoți consacrați ce aveau grijă de nevoile spirituale ale templierilor.
Cavalerii purtau robe albe cu o cruce roșie și o manta albă; sergenții purtau o tunică neagră cu o cruce roșie în față și în spate și o manta neagră sau maro. Mantaua albă a fost atribuită templierilor la Conciliul de la Troyes în 1129, iar crucea a fost adăugată robelor cel mai probabil la începutul celei de-a doua cruciade, când Papa Eugen al III-lea, regele Ludovic al VII-lea al Franței și multe alte personalități au luat parte la o întâlnire a templierilor francezi, la sediul lor de lângă Paris. Potrivit Normei lor, cavalerii trebuiau să poarte mantaua albă întotdeauna, fiindu-le interzis chiar și să bea sau să mănânce dacă nu o purtau.
Inițierea, cunoscută sub numele de Recepție (receptio), în cadrul Ordinului era un profund angajament și implica o ceremonie solemnă. Necunoscuții erau descurajați a participa la ceremonie, ceea ce a trezit suspiciuni în rândurile inchizitorilor medievali în timpul proceselor ulterioare.
Noii membri trebuiau să semneze de bună voie predarea întregii averi și proprietăți Ordinului și să facă jurăminte de sărăcie, castitate, pietate și obediență. Majoritatea fraților se alăturau pe viață, deși unora le era permis să se alăture și pe o anumită perioadă de timp. Uneori, unui om însurat îi era permis să se alăture dacă avea permisiunea soției, însă nu avea voie să poarte mantaua albă.
Crucea roșie pe care templierii o purtau pe robe era un simbol al martiriului, căci a muri în luptă era considerat o mare onoare, care asigura un loc în rai. Era o lege de căpătâi care sublinia faptul că războinicii Ordinului nu ar trebui să se predea niciodată, decât dacă steagul templierilor ar fi căzut, însă și atunci să fie primii care încercau să se regrupeze cu un alt ordin creștin, cum ar fi cel al Ospitalierilor. Numai după ce toate steagurile ar fi căzut le era permis să părăsească câmpul de bătălie. Acest principiu necompromițător, precum și reputația lor pentru curaj, pregătirea lor excelentă și armamentul greu, au făcut din templieri una dintre forțele de luptă cele mai de temut din timpurile medievale.

### Marii maeștri

Sigiliul Marelui Maestru Bertrand de Blanchefort (1109–1169)

Începând cu fondatorul Hugues de Payens, din 1118-1119 cel mai mare grad în cadrul Ordinului a fost cel de Mare Maestru, o poziție câștigată pe viață, deși luând în considerare natura militară a Ordinului, aceasta putea fi o perioadă foarte scurtă. Numai doi Mari Maeștri au murit în timpul mandatului, iar câțiva au murit în timpul campaniilor militare. De exemplu, în timpul Asediului Ascalonului din 1153, Marele Maestru Bernard de Tremelay a condus un grup de 40 de templieri printr-o spărtură în zidurile orașului. Atunci când restul armatei cruciate nu i-a urmat, templierii, inclusiv Marele lor Maestru, au fost încercuiți și decapitați. Marele Maestru Gérard de Ridefort a fost decapitat de către Saladin în 1189, în timpul Asediului Acrei.
Marele Maestru supraveghea toate operațiunile Ordinului, atât cele militare din Țara Sfântă și Europa de Est, cât și afacerile financiare din Europa Occidentală. Unii Mari Maeștri au fost și comandanți militari, deși acest lucru nu era întotdeauna înțelept: câteva defecte în strategia de luptă a lui de Ridefort au contribuit la devastatoarea înfrângere de la Bătălia de la Hattin. Ultimul Mare Maestru a fost Jacques de Molay, ars pe rug la Paris în 1314, din ordinul regelui Filip al IV-lea al Franței.

## Moștenire

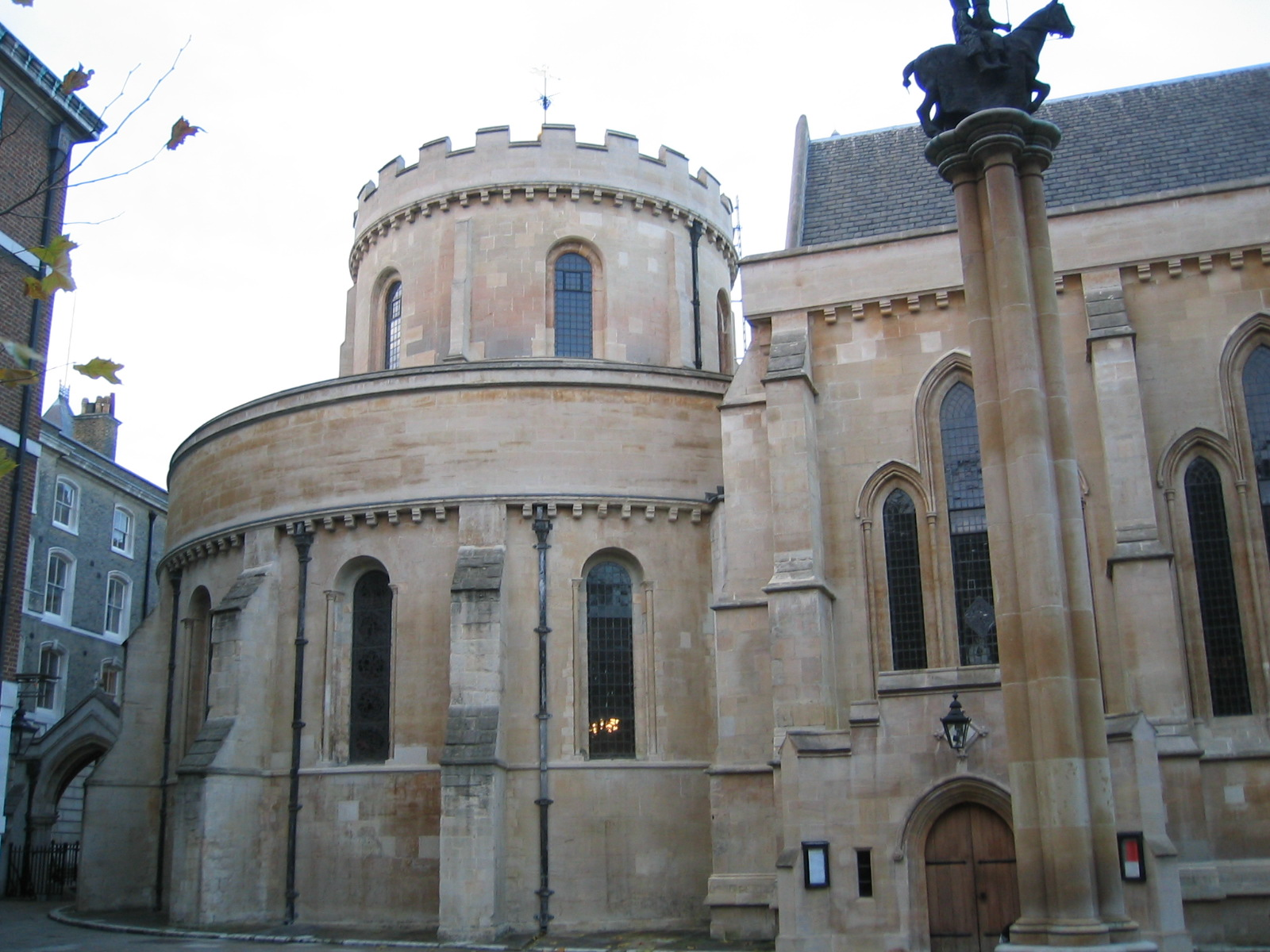
Biserica Templului, din Londra. În calitate de capelă a "Noului Templu" din Londra, era locația ceremoniilor de inițiere ale templierilor. Astăzi, este biserica parohiei "Templului Mijlociu" și a "Templului Interior", două dintre barourile englezești. Este o atracție turistică apreciată.

Datorită misiunii militare și resurselor financiare extensive, Cavalerii templieri au inițiat un mare număr de proiecte și construcții de-a lungul Europei și Țării Sfinte. Multe dintre aceste structuri încă stau în picioare. De asemenea, multe conțin numele de "Templu", datorită asocierii timp de secole cu templierii. De exemplu, unele din posesiunile templierilor din Londra au fost mai târziu închiriate avocaților, ceea ce a condus la numele porții Bariera Templului sau stației de metrou "Templu". Două dintre cele patru barouri, care îi pot consacra pe membri drept avocați, sunt Templul Interior și Templul Mijlociu.
Elemente arhitecturale distinctive ale clădirilor templierilor includ folosirea imaginii a "doi cavaleri pe un singur cal", reprezentând sărăcia cavalerilor și clădiri rotunde, menite a se asemăna cu Biserica Sfântului Mormânt din Ierusalim.

### Organizații moderne ale templierilor
Prin decret papal, proprietatea templierilor a fost transferată Ordinului Ospitalierilor, care de asemenea a absorbit mulți dintre membrii templieri. Practic, dizolvarea templierilor ar putea fi văzută drept unirea celor două ordine rivale. Un alt decret, Ad ea ex quibus, emis de papa Ioan al XXII-lea la 14 martie 1319, dar și în urma rugăminților sau a negocierilor dintre suveranii aragonezi și cei portughezi și papalitate, le-a permis templierilor supraviețuitori să-și găsească refugiu, dar și posibilitatea unui nou început. Mai precis, continuarea cruciadelor (dar, pe pământ iberic) și a Reconquistei, apoi îndeplinirea de misiuni extrateritoriale în Perioada marilor descoperiri (începând sub înrâurirea prințului Henric Navigatorul). Astfel, au luat naștere 2 ordine militaro-călugărești noi, succesoare celui templier: Ordinul Militar al lui Cristos, în Portugalia, și Ordinul de Montesa (10 iunie 1317), în Aragon, care funcționează și azi, dar sunt reformate.   
Povestea templierilor medievali secretoși, însă puternici, în special persecuția și dizolvarea lor subită, a devenit o tentație pentru multe alte grupuri, care se folosesc de așa-zise legături cu templierii ca o modalitate de a-și îmbunătăți propria imagine sau de a crește misterul ce îi înconjoară. De exemplu, încă din anii 1700, Ritualul masonic de York a încorporat unele simboluri și ritualuri ale templierilor și au o filială, numită astăzi Ordinul Cavalerilor Templieri. Suveranul Ordin Militar al Templului din Ierusalim (grup bonapartin și ecumenic), fondat în 1804, are un statut de organizație caritabilă non-guvernamentală, conform Organizației Națiunilor Unite.
Deși nu există o legătură istorică clară între Cavalerii Templieri, care au fost desființați în anii 1300, și oricare dintre aceste organizații, care au apărut abia în anii 1700, se creează adeseori o confuzie publică și mulți scapă din vedere diferența de 400 de ani.

### Legende și relicve
Cavalerii Templieri au fost asociați cu legende privind secrete și mistere transmise din timpuri străvechi. Zvonuri circulau chiar și din timpul templierilor înșiși. Scriitorii francmasoni și-au adăugat propriile speculații în secolul al 19-lea și alte înfloriri fictive au fost adăugate în filme moderne, cum ar fi: Comoara națională și Regatul cerului, cărți best-seller: Ivanhoe și Codul lui Da Vinci, precum și jocuri video: Hellgate: London și Broken Sword: The Shadow of the Templars.

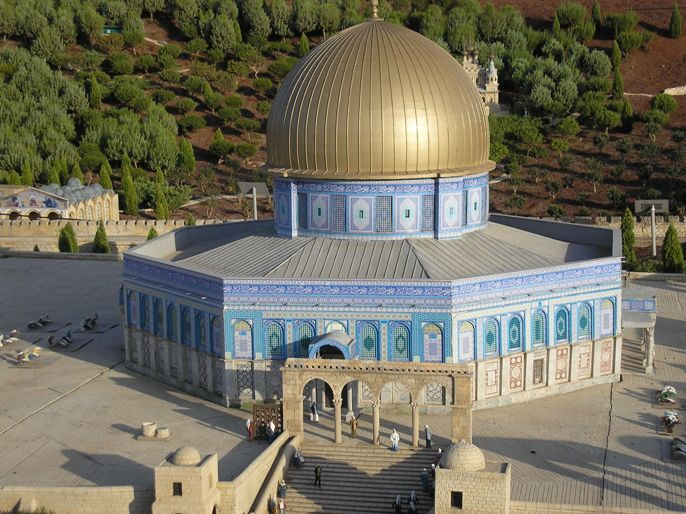
Domul de Piatră, una dintre structurile de pe Muntele Templului.

Multe dintre legendele legate de templieri privesc ocuparea inițială a Muntelui Templului din Ierusalim și speculații în legătură cu relicvele pe care templierii le-ar fi putut găsi acolo, cum ar fi Sfântul Graal sau Arca Testamentului. Faptul că templierii posedau anumite relicve este știut cu siguranță. Multe biserici încă expun relicve, cum ar fi moaștele unui sfânt, o bucată de pânză purtată odinioară de un om sfânt sau craniul unui martir: templierii au procedat la fel. Era cunoscut că aveau o bucată din Adevărata Cruce, pe care episcopul de Acra a purtat-o în dezastruoasa bătălie de la Hattin. Când bătălia a fost pierdută, Saladin a capturat relicva, care a fost apoi răscumpărată de către cruciați atunci când musulmanii le-au predat orașul Acra în 1191. De asemenea, aveau în posesie capul Sfintei Eufemia din Calcedon. Subiectul relicvelor a fost abordat și în timpul Inchiziției templierilor, deoarece câteva documente ale proceselor se referă la venerarea unui anumit idol, menționat în unele cazuri drept o pisică, un cap bărbos sau uneori drept Baphomet, probabil o greșeală franțuzească de ortografie a cuvântului Mahomet (Mahomed). Așa-zisa venerare a idolilor a fost inclusă în acuzațiile aduse împotriva templierilor și a condus la arestarea acestora la începutul secolului al XIV-lea. Această acuzație de venerare a idolilor adusă împotriva templierilor a contribuit și la credința modernă a faptului că unii templieri practicau vrăjitoria.
Exista în timpul Cruciadelor un interes particular față de mitul Sfântului Graal, care a fost rapid asociat templierilor, încă din secolul al XII-lea. Primul roman cavaleresc legat de Graal a fost Povestea Graalului text fantastic scris în 1180 de către Chrétien de Troyes, care provenea din aceeași zonă unde Conciliul de la Troyes sancționase oficial Ordinul Templierilor. În legenda Arturiană, eroul căutării Graalului, Sir Galahad (o invenție literară din secolul al XIII-lea a călugărilor din Ordinul cistercian al Sfântului Bernard de Clairvaux) era descris purtând un scut cu crucea Sfântului Gheorghe, similară cu insigna templierilor. În poemul epic cavaleresc din acea perioadă, Parzival, Wolfram von Eschenbach se referă la templierii care păzeau Regatul Graalului. O legendă s-a dezvoltat bazată pe faptul că, deoarece templierii își aveau sediul pe Muntele Templului din Ierusalim, au excavat în căutare de relicve, au găsit Graalul și au continuat să-l păstreze și să-l păzească cu propria viață. Cu toate acestea, în documentele extensive ale Inchiziției templierilor, nu există nici măcar o singură mențiune cu privire la vreun obiect legat de Sfântul Graal, nemailuând în considerare și posesia unui astfel de obiect. În realitate, majoritatea specialiștilor sunt de acord cu faptul că povestea Graalului a fost doar una fictivă, care a început să circule din timpurile medievale.
Un artefact legendar ce pare a avea legătură cu templierii este Giulgiul din Torino. În 1357, giulgiul a fost expus publicului pentru prima dată de către familia nepotului lui Geoffrey de Charney, templierul care fusese ars pe rug împreună cu Jacques de Molay în 1314. Originile artefactului sunt încă un subiect controversat, însă datarea cu carbon dovedește că giulgiul a fost creat între anii 1260 și 1390, un interval de timp care include ultimii 50 de ani ai templierilor.
Speculațiile privind supraviețuirea templierilor au inspirat diverse lucrări beletristice. În Moștenirea Templierilor Steve Berry lansează ipoteza că aceștia s-ar fi retras în munții Pirinei și ordinul și-ar avea sediul la Abația "Des Fontaines", lângă Andorra.